# 鹿沼台
鹿沼台（かぬまだい）は、神奈川県相模原市中央区の町名。現行行政地名は鹿沼台一丁目から鹿沼台二丁目。住居表示実施済区域。

## 地理
中央区の南東部に位置し、南東に共和、南西に相生、北西に矢部、北東に淵野辺と接している。

### 地価
住宅地の地価は、2023年（令和5年）1月1日の公示地価によれば、鹿沼台2-14-7の地点で20万7000円/m2となっている。

## 歴史
かつて鹿沼と呼ばれた沼があり、その名残が鹿沼公園の池として残っている。

## 世帯数と人口
2020年（令和2年）10月1日現在（国勢調査）の世帯数と人口（総務省調べ）は以下の通りである。
| 丁目         | 世帯数    | 人口    |
| ------------ | --------- | ------- |
| 鹿沼台一丁目 | 1,260世帯 | 2,008人 |
| 鹿沼台二丁目 | 1,732世帯 | 3,069人 |
| 計           | 2,992世帯 | 5,077人 |

### 人口の変遷
国勢調査による人口の推移。
| 年                 | 人口  |
| ------------------ | ----- |
| 1995年（平成7年）  | 3,719 |
| 2000年（平成12年） | 3,834 |
| 2005年（平成17年） | 3,995 |
| 2010年（平成22年） | 4,289 |
| 2015年（平成27年） | 5,153 |
| 2020年（令和2年）  | 5,077 |

### 世帯数の変遷
国勢調査による世帯数の推移。
| 年                 | 世帯数 |
| ------------------ | ------ |
| 1995年（平成7年）  | 1,747  |
| 2000年（平成12年） | 1,913  |
| 2005年（平成17年） | 2,075  |
| 2010年（平成22年） | 2,475  |
| 2015年（平成27年） | 2,819  |
| 2020年（令和2年）  | 2,992  |

## 学区
市立小・中学校に通う場合、学区は以下の通りとなる（2023年5月時点）。
| 丁目         | 番・番地等 | 小学校               | 中学校               |
| ------------ | ---------- | -------------------- | -------------------- |
| 鹿沼台一丁目 | 全域       | 相模原市立共和小学校 | 相模原市立共和中学校 |
| 鹿沼台二丁目 | 全域       | 相模原市立共和小学校 | 相模原市立共和中学校 |

## 事業所
2021年（令和3年）現在の経済センサス調査による事業所数と従業員数は以下の通りである。
| 丁目         | 事業所数  | 従業員数 |
| ------------ | --------- | -------- |
| 鹿沼台一丁目 | 116事業所 | 1,678人  |
| 鹿沼台二丁目 | 135事業所 | 1,414人  |
| 計           | 251事業所 | 3,092人  |

### 事業者数の変遷
経済センサスによる事業所数の推移。
| 年                 | 事業者数 |
| ------------------ | -------- |
| 2016年（平成28年） | 250      |
| 2021年（令和3年）  | 251      |

### 従業員数の変遷
経済センサスによる従業員数の推移。
| 年                 | 従業員数 |
| ------------------ | -------- |
| 2016年（平成28年） | 3,053    |
| 2021年（令和3年）  | 3,092    |

## 交通

### 鉄道
- 東日本旅客鉄道（JR東日本）横浜線
  - 淵野辺駅（所在地は、淵野辺であるが、南口広場の大半は鹿沼台にある。）

### 道路
- 国道16号
- 神奈川県道57号相模原大蔵町線

## 施設
- 鹿沼公園
- 相模原市立図書館
- 相模原警察署 淵野辺駅南口交番
- 相模原市大野北まちづくりセンター[15]
- ヤオコー 相模原鹿沼台店[16]

## その他

### 日本郵便
- 郵便番号 : 252-0233[3]（集配局 : 相模原郵便局[17]）。